# Mykoła Kozłow
Mykoła Mykołajowycz Kozłow (ukr. Микола Миколайович Козлов, ur. 17 kwietnia 1982 w Krzemieńcu) – ukraiński kombinator norweski. Uczestnik mistrzostw świata seniorów (2003 i 2005) i uniwersjady (2001, 2003 i 2005). Trener kombinacji norweskiej.

## Życiorys
Dwukrotnie uczestniczył w mistrzostwach świata seniorów – w 2003 indywidualnie zajmował 49. (Gundersen K95/15 km) i 55. (sprint K120/7,5 km) pozycję, a dwa lata później był 50. (sprint HS137/7,5 km). W 2003 zajął 15. pozycję w sprincie (K90/7,5 km) na uniwersjadzie. W 2005 także wziął udział w imprezie tej rangi, plasując się indywidualnie na 17. miejscu (sprint HS100/7,5 km), a w konkursie drużynowym, z ukraińską reprezentacją, zajął 6. pozycję. W swojej karierze wystąpił w kilkudziesięciu konkursach Pucharu Świata B, jednak punktował tylko raz – 26 stycznia 2006 w Karpaczu zajął 27. pozycję. Nie zadebiutował w Pucharze Świata. Przed sezonem 2006/2007 zakończył karierę zawodniczą.
Oprócz rywalizacji w kombinacji norweskiej Kozłow na arenie międzynarodowej sporadycznie startował również w konkursach skoków narciarskich. W 2001 z ukraińską reprezentacją zajął 11. pozycję w konkursie drużynowym na uniwersjadzie, a dwa lata później w zawodach tej rangi był 44. w konkursie indywidualnym na skoczni normalnej. W lutym 2003 wziął udział w 2 konkursach Pucharu Kontynentalnego w Zakopanem, plasując się w ósmej dziesiątce. We wrześniu 2004 roku, w tym samym mieście, wraz z ukraińskim zespołem, zajął 14. pozycję w konkursie drużynowym Letniej Grand Prix. W lutym 2005 był zgłoszony do udziału w konkursie drużynowym na skoczni normalnej w ramach mistrzostw świata seniorów, jednak ostatecznie ukraińska reprezentacja nie wystartowała w tym konkursie.
Po zakończeniu kariery zawodniczej został trenerem kombinacji norweskiej. Został trenerem reprezentacji Ukrainy w tej dyscyplinie sportu, początkowo prowadząc ją wspólnie z innym szkoleniowcem, a następnie samodzielnie, szkoląc między innymi Wiktora Pasicznyka, który pod jego wodzą punktował w Pucharze Świata i wystartował w Zimowych Igrzyskach Olimpijskich 2014.